# 土橋修
土橋 修（つちはし おさむ、1944年6月3日 - 1966年12月21日）は、和歌山県那賀郡出身のプロ野球選手。ポジションは投手。

## 来歴・人物
粉河高校、日本新薬（在籍中に、第35回都市対抗野球大会に出場した。）を経て、1965年に阪神タイガースに入団。179cmの長身を生かしたソツのない投法は高く評価されていた。
しかし、一軍公式戦の出場がないまま1966年12月19日に和歌山市六十谷の六十谷橋で乗用車にはねられ頭部打撲と両足骨折の重傷を負った。土橋はすぐに同市本町の堀口外科に入院したが、頭を強く打ったのが致命傷となり2日後の12月21日午後10時20分、同病院で死去した。22歳没。オフを利用して同市内の自動車学校に通い、学校からの帰宅途中に事故に遭ったと伝わる。人間的にもおとなしく万事控えめで同僚や先輩から可愛がられていた事、更に前年のオフには加藤斌（中日ドラゴンズ。土橋とは同じ年で、ポジションも同じ投手だった）が交通事故死していた事もあって、阪神はもとより球界全体に大きな衝撃を与えた。
土橋の死後、土橋が付けていた背番号40は1年間（1967年）欠番となった（1968年よりこの年に阪神に入団した桑野議が使用）。阪神の背番号40は様々な選手が着用したが、土橋の前に付けた並木輝男が1988年に49歳で脳溢血のため急死、並木の後に付けたマイク・ラインバックは引退後の1989年に交通事故死している。

## 詳細情報

### 年度別投手成績
- 一軍公式戦出場なし

### 背番号
- 40 （1965年 - 1966年）[2]